# ブルーヒート
『ブルーヒート』（原題：The Last of the Finest）は、1990年製作のアメリカ合衆国のアクション映画。

## あらすじ
フランク・デイリー率いるロサンゼルス市警察の麻薬捜査班4人は、かねてからマークしていたリースという売人が麻薬取引をするという情報をつかみ、取引場所となる工場で張り込みを行うが、捜査令状がとれないことに痺れを切らして突入してしまう。銃撃戦の末、リースは証拠に火をつけて逃走、デイリーらは放火の疑いで査問委員会にかけられ、停職となる。
そんな中、デイリーの部下ホージョーがこの事件には政治的陰謀が絡んでいることを調べてきたが、その矢先にホージョーが殺されてしまう。デイリーら3人はこれをきっかけにバッジを外し、陰謀を暴き、ホージョーの仇をとるため奔走する。

## キャスト
- フランク・デイリー：ブライアン・デネヒー（吹替：池田勝）
- ウェイン・グロス：ジョー・パントリアーノ（吹替：佐久田修）
- リッキー・ロドリゲス：ジェフ・フェイヒー（吹替：落合弘治）
- ハワード・ジョーンズ “ホージョー”：ビル・パクストン
- マイケル・C・グウィン
- ヘンリー・ストロウ
- R・J・ノリンジャー：ガイ・ボイド
- ヘンリー・ダロウ
- J・ケネス・キャンベル
- ファスト・エディ：ザンダー・バークレー
- リンダ・デイリー：デボラ＝リー・ファーネス
- ジョン・フィネガン
- ロン・カナダ